# رود کوریاما
رود کوریاما (به لاتین: Kuriyama River) یک رود در ژاپن است که در ژاپن واقع شده‌است.